# Дарби, Рис
Рис Дарби (англ. Rhys Darby; род. 21 марта 1974 года, Окленд) — новозеландский актёр и стендап-комик.

## Биография
Родился 21 марта 1974 года в Окленде, Новая Зеландия. Учился в колледже Эджуотер и университете Кентербери.
В 1996 году вместе с Грантом Лоббаном создал комедийный дуэт Rhysently Granted.
В 2005 году начал актёрскую карьеру. В 2007—2009 годах играл в телесериале «Летучие конкорды». В 2008 году за эту роль был номинирован на премию «Online Film & Television Association Award» в категории «Лучший актёр второго плана в комедийном сериале».
В 2008 году сыграл Нормана Стокса в фильме «Всегда говори «да»».
В 2016—2018 годах озвучивал Корана в мультсериале «Вольтрон: Легендарный защитник», за что получил три премии «Behind the Voice Actors Awards».
Сыграл Найджела Биллингсли в фильмах «Джуманджи: Зов джунглей» и «Джуманджи: Новый уровень».
Всего за карьеру участвовал в более чем 80 фильмах и сериалах.

## Избранная фильмография
| Год       |    | Русское название               | Оригинальное название          | Роль                      |
| --------- | -- | ------------------------------ | ------------------------------ | ------------------------- |
| 2007—2009 | с  | Летучие конкорды               | Flight of the Conchords        | Мюррей Хьюитт             |
| 2008      | ф  | Всегда говори «да»             | Yes Man                        | Норман «Норм» Стокс       |
| 2009      | ф  | Рок-волна                      | The Boat That Rocked           | Ангус «Чокнутый» Натсфорд |
| 2014      | ф  | Реальные упыри                 | What We Do in the Shadows      | Антон                     |
| 2016      | ф  | Охота на дикарей               | Hunt for the Wilderpeople      | «Псих Сэм»                |
| 2016—2018 | мс | Вольтрон: Легендарный защитник | Voltron: Legendary Defender    | Коран                     |
| 2017      | ф  | Джуманджи: Зов джунглей        | Jumanji: Welcome to the Jungle | Найджел Биллингсли        |
| 2019      | ф  | Пушки Акимбо                   | Guns Akimbo                    | Гленджамин                |
| 2019      | ф  | Джуманджи: Новый уровень       | Jumanji: The Next Level        | Найджел Биллингсли        |
| 2022      | с  | Наш флаг означает смерть       | Our Flag Means Death           | Стид Боннет               |
| 2025      | ф  | Любовь — боль                  | Love Hurts                     | Киппи Беттс               |